# Wilhelm Viertmann

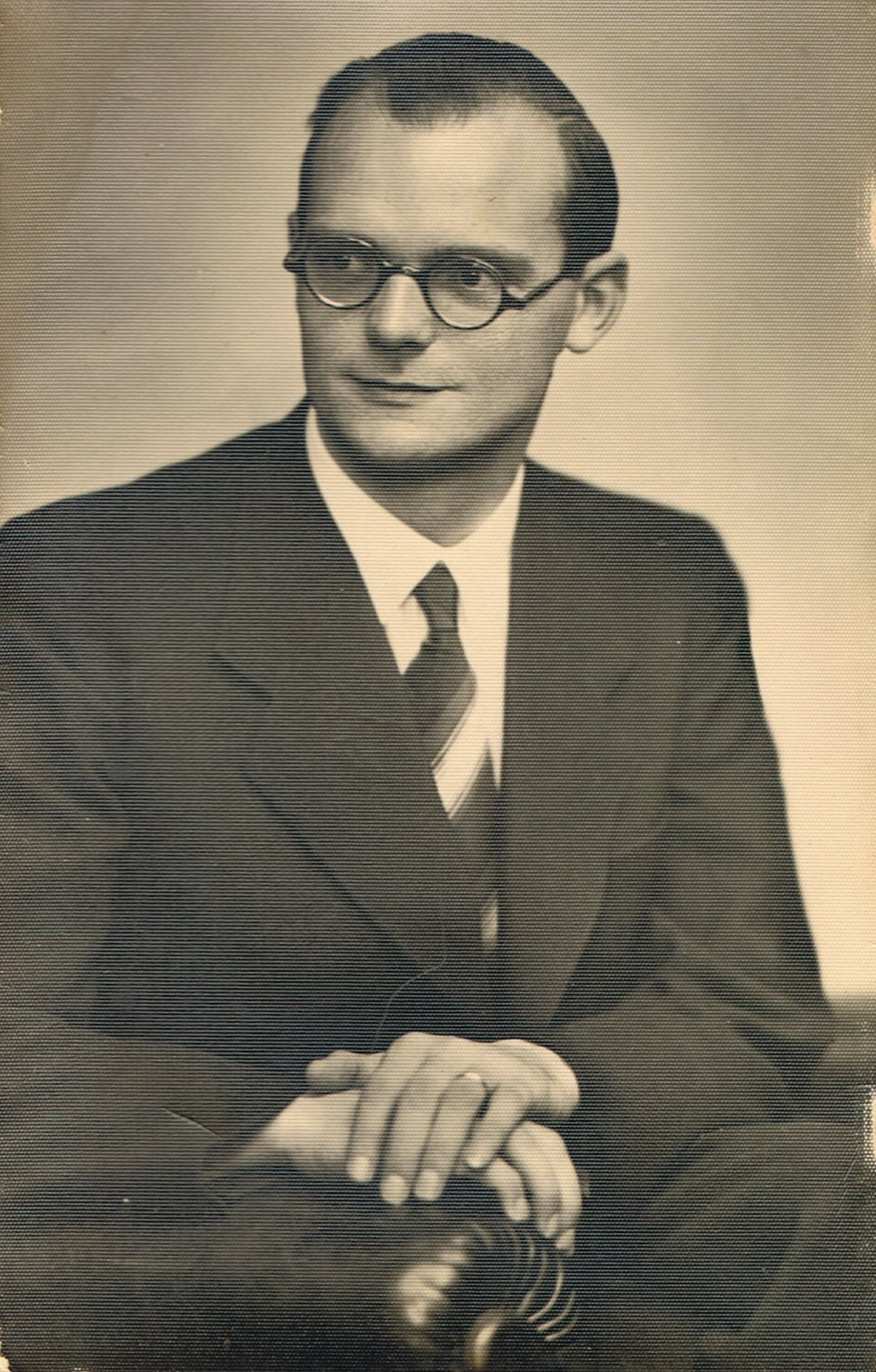
Wilhelm Viertmann als junger Pfarrer

Karl Heinrich Wilhelm Viertmann (* 10. November 1909 in der ostwestfälischen Stadt Gütersloh; † 12. Dezember 1942 als Soldat bei Utta in der Kalmückensteppe) war ein lutherischer Theologe, der sich als Mitglied der Bekennenden Kirche (BK) vehement gegen die Deutschen Christen der NSDAP einsetzte. Im Studium wurde er u. a. geprägt von der Lehrmeinung des Theologieprofessors Karl Barth, von den Barthfreunden Fritz Lieb und Ernst Wolf und von Wilhelm Stählin. Er predigte schon als Hilfsprediger in verschiedenen Gemeinden gegen das Regime von Adolf Hitler und dessen Partei als den „Wölfen im Schafspelz“. Im Kirchenkampf der evangelischen Kirche gegen die herrschenden Machthaber des Deutschen Reiches wurde er mehrmals in das Gefängnis eingewiesen, und es wurden entsprechende Strafverfahren eingeleitet.
Er vertrat die theologische Meinung, dass nur das Wort Gottes, wie es in der Bibel verkündet wird, für die evangelischen Christen der Maßstab ist, mit dem sich das Christentum identifizieren kann. Seine bekannten Predigten künden immer wieder von diesem Engagement gegen die starke Einflussnahme der herrschenden Macht, von der er auch aus dem Krieg heraus immer von der „höheren Gewalt“ spricht. Seine Briefe an die Gemeinde, an seine Konfirmanden sowie an seine Familie von der Front vor Stalingrad zeugen von den schweren Zweifeln und Nöten, mit denen er als evangelischer Pfarrer zu kämpfen hatte.

## Kindheit und Jugend (1909–1929)
Wilhelm Viertmann, gerufen Willi, war der erste Sohn des Bäckermeisters Ernst Heinrich August Viertmann und seiner Ehefrau Anna Wilhelmine Viertmann, geb. Bennemann. Wilhelm bekam im Laufe der Jahre noch weitere 4 Geschwister. Am 5. Dezember 1909 empfing er die heilige Taufe. Seine Sensibilität, gepaart mit dem Hang zum Musischen, inspirierte die Mutter schon bald, ihrem Sohn Wilhelm eine andere Erziehung angedeihen zu lassen. Sie sorgte dafür, dass er das Evangelisch-Stiftische-Gymnasium in Gütersloh ab Ostern 1920 besuchen durfte. Viele Absolventen dieses Gymnasium verließen es, um Theologen zu werden. Auch Wilhelm wurde von diesem Wunsch ergriffen und von dem Anstaltsgeistlichen Pfarrer Johannes Kühne darin bestärkt. In der Aula dieses Gymnasiums wurde Wilhelm Viertmann von Pfarrer Kühne konfirmiert. Sein Konfirmationsspruch war der Psalm 23 (Ps 23 ), der ihn und auch seine spätere Ehefrau ihr Leben lang begleitete. Am 26. Februar 1929 bestand er sein Abitur.

## Studium und Ausbildung (1929–1933)
Schon als Sextaner hatte er sich vorgenommen, Pfarrer zu werden. Die letzten Jahre seiner Gymnasialzeit erhärteten diesen Entschluss, geprägt von dem Streben, den Menschen zu dienen. Er studierte ab März 1929 zwei Semester in Halle Theologie, wo er sich auch die Kenntnisse über die hebräische Sprache aneignete. Für das dritte Semester wechselte er nach Tübingen, besonders um die Professoren Karl Heim und Adolf Schlatter zu hören. Hier erfuhr er von den Lehrmeinungen Karl Barths, die ihn faszinierten. Dort wurden der Vortragsband von Karl Barth „Das Wort Gottes und die Theologie“, aber auch die Studien von Christoph Blumhardt und seinem Bruder sowie die Lektüre des „Tagebuchs eines Großstadtpfarrers“ von Gerhard Jacobi erarbeitet. Diese Ausführungen beeinflussten den angehenden Theologen für die nachfolgende Zeit maßgeblich. Von diesen Eindrücken geprägt veranlassten sie ihn auch, am 4. November 1930 zur Universität Bonn zu wechseln, wo Karl Barth, einer der Hauptvertreter der „Dialektischen Theologie“, sein erstes Semester lehrte. In seinem Lebenslauf schrieb er: „Im Wesentlichen verdanke ich die Grundlage meiner theologischen Ausbildung in allen Disziplinen den vier Semestern, die ich in Bonn im Hörsaal, Seminar und Hause Karl Barths verbracht habe“. Schon jetzt begab er sich auf eine Ebene, die zu Unverständnis in seiner Umgebung führte. Zur Prägung durch Barth gehörte auch die Warnung vor einer „politischen Theologie“, wie sie auch von den nationalsozialistischen Deutschen Christen vertreten wurde. Das achte Semester verbrachte er in Münster. Theologisch bedeutsam wurde für ihn dort vor allem die Auseinandersetzung mit Wilhelm Stählin und der liturgischen Bewegung (Berneuchener Bewegung). Am 28. Februar 1933 exmatrikulierte er und meldete sich am 16. Oktober 1933 zum Ersten Theologischen Staatsexamen an. Den Vorsitz des Examensausschusses hatte der letzte Generalsuperintendent Westfalens, Wilhelm Weirich. Zu dem Prüfungsausschuss gehörte auch der spätere Präses Pfarrer Karl Koch. Beide Theologen waren Kritiker des Nationalsozialismus. Seine Examenspredigt hielt Wilhelm Viertmann am 11. Juni 1933 in den Gemeinden zu Rietberg und Wiedenbrück. In ihr nahm er eine scharfe Abgrenzung zwischen göttlichem und weltlichem Handeln vor.
Aus dieser Predigt ein Auszug:

„Liebe Gemeinde! – Vom Himmelreich will Jesus heute zu uns reden. Er will gleichsam sagen: Meine lieben Leute, was macht Ihr da eigentlich? Ihr stöhnt und klagt und kämpft und sterbt – aus welchen Gründen? Da dreht sich einer um sich selbst und zerstört damit die anderen und sich selber. Welch ein lächerliches Schauspiel ist das! Seht zum Himmel! Lasst Euch durch den Himmel daran erinnern, dass Ihr nur ganz jämmerliche kleine Leute seid! Dass es noch ein ganz anderes Reich gibt, als Euer erbärmliches Deutsches Reich, und wenn es noch so mächtig und noch so stark ist!“

Am 20. November 1933 wurde er vom Konsistorium als Prädikant dem Superintendenten Adolf Clarenbach in Borgeln bei Soest überwiesen. Ab dem 1. Mai 1934 erhielt er die Aufgabe eines Lehrvikars. Am 15. September 1934 wurde Wilhelm Viertmann vom Bruderrat der westfälischen Bekenntnissynode beauftragt, das bekenntnistreue, reformierte Predigerseminar Wuppertal-Elberfeld zu besuchen. Der Leiter dieses Seminars war Pfarrer Hermann Albert Hesse. Hermann Albert Hesse wird bei den späteren Schwierigkeiten mit der NSDAP von Viertmann um Hilfe ersucht. Das Seminar beendete er am 31. März 1935 und erhielt am 16. April 1935 den Auftrag zur Betreuung einer Kirchengemeinde in Werth bei Bocholt.

## Der Weg zum Pfarramt in Wattenscheid-Höntrop (1933–1942)
In der Zeit als Synodal- und Lehrvikar bei dem Superintendenten Clarenbach in Borgeln wie auch später spielte das „Wort Gottes“ eine sehr dominante Rolle. Schon jetzt setzte er sich gegen die Deutschen Christen zur Wehr und vertrat vehement die Einstellungen der Bekennenden Kirche. Seine Aktivitäten im Kirchenkampf wurden durch die Barmer Theologische Erklärung maßgeblich bestimmt.
Seine Entscheidung zur Verkündigung des Wortes Gottes im Sinne der Barmer Theologischen Erklärung und damit die Ablehnung der Deutschen Christen als der Kirchenpartei der NSDAP begleitete ihn sein gesamtes kurzes Leben. Es gab keinen Anlass für ihn, sich anders festzulegen oder zu ändern. Er erhielt in Werth aufgrund seiner Akzeptanz durch die Gemeinde großes Selbstvertrauen und damit eine Grundvoraussetzung für eine Standfestigkeit für den Kirchenkampf. Am 30. September 1935 kehrte er in sein Elternhaus zurück und nahm sich dort die Zeit zur Vorbereitung auf seine 2. Examensprüfung. Zugleich bemühte er sich um eine möglichst schnelle Einweisung in eine Hilfspredigerstelle.
Schon im Herbst 1935 hatte er eine freigewordene geeignete Predigerstelle in Lage, die zur Lippischen Landeskirche gehörte, gefunden, auf die er sich bewarb, obwohl ihm dafür die notwendige Wahlfähigkeitsbestätigung fehlte und der westfälische Bruderrat keine Reaktion auf seine Bemühungen zeigte. Wilhelm Viertmann teilte dem Bruderrat schon am 18. Januar 1936 das Interesse an dieser Hilfspredigerstelle mit und bat darum, möglichst bald diesen Dienst antreten zu dürfen. Zugleich erging die Bitte um einen möglichst baldigen Termin für sein 2. Staatsexamen. Der Kirchenvorstand der für Lage zuständigen lutherischen Gemeinde Detmold befürwortete schon am 20. Januar 1936 seine Bewerbung. Viertmann trat dann auch drei Tage später diesen Dienst an. Mit Schreiben vom 25. Januar 1936 teilte der Bruderrat Wilhelm Viertmann mit, dass er zurzeit die Genehmigung zur Übernahme einer Hilfspredigerstelle in Lage wegen des empfindlichen Mangels an ordinierten und bald ordinationsfähigen Kräften in der westfälischen Provinzialkirche nicht erteilen könne. Trotz der ablehnenden Haltung des Bruderrates blieb Wilhelm Viertmann in der Kapellen-Gemeinde Lage, in der er am 1. November 1936 seine von den Nationalsozialisten angefeindete Predigt gegen die „Wölfe im Schafspelz“ hielt.
Sein 2. Staatsexamen fand in der Zeit vom 25. März bis 27. März 1936 vor dem theologischen Prüfungsausschuss der westfälischen Bekenntnissynode in Bielefeld-Bethel statt. Das Prüfungsergebnis hieß: „Im Ganzen gut bestanden“. Damit war die Wahlfähigkeit Wilhelm Viertmanns gegeben.
Während der Zeit in Lage konzentrierte er sich immer mehr auf den Kirchenkampf. Außerdem musste er sich auch noch mit den unterschiedlichsten Ansichten seiner vorgesetzten Kircheninstitutionen auseinandersetzen.
„Auf Anweisung des westfälischen Bruderrates vom 1. September 1936 wurde Wilhelm Viertmann am 6. September 1936 nach vorangegangener Besprechung des Ordinationsgelübdes in seiner Heimatgemeinde zu Gütersloh unter Mitwirkung der Pfarrer Schulde und Gronemeyer aus Gütersloh von dem Superintendenten Münter aus Bielefeld-Brackwede zum Pfarrer ordiniert.“ Am 30. September 1936 heiratete er die Schwester seines Studienfreundes Fritz Gossing in Bad Driburg und wohnte fortan in Detmold. Die Auseinandersetzungen mit den diversen Kircheneinrichtungen und Personen nahmen ständig zu. „Trotz Mahnungen und Verboten tat Wilhelm Viertmann das, was er glaubte, tun zu müssen. Er verstand sich als ein gehorsames Mitglied der Bekennenden Kirche und handelte so im festen Glauben, das ‚eine Wort Christi‘ seiner Gemeinde sagen zu müssen.“ Das Ende seines Hilfspredigerdienstes in der Kapellen-Gemeinde Lage bestimmte seine Reformationspredigt vom 1. November 1936 in Lage und Detmold über den vorgeschlagenen Bibeltext aus dem Evangelium des Matthäus, Kapitel 7,15-21  mit dem Thema: „Seht Euch vor vor den falschen Propheten!“ Hier riskierte er ein starkes Wort gegen die politischen Bestrebungen der Zeit und prangerte die „Wölfe im Schafspelz“ an, die in ihren hohen Ämtern gegen die Kirchen und Gottes Wort Stellung bezogen. Aus dieser Predigt auszugsweise einige Passagen:

„Wollen wir auf das Wort Jesu Christi hören, ihm nachfolgen und getreue Schüler Martin Luthers sein, dann sollten wir als evangelische Gemeinde und als gläubige Christen in unser deutsches Volk hineinrufen: Hütet euch vor den falschen Propheten! Tatsächlich wird unser Volk von einem Strom falscher Propheten und Lügen überflutet. Männer, die in Partei und Staat hohe Ämter innehaben, missbrauchen diese zum Kampfe gegen Gottes Wort und die Lehre der Kirche. Eine Flut von Zeitungen und Zeitschriften des sogenannten Deutschen Glaubens hat sich zum Ziel gesetzt, in aller Öffentlichkeit Gottes Wort und alles, was uns heilig ist, zu entheiligen. Ein Wochenblatt von dem Ansehen des Stürmers, das vorgibt, um die Wahrheit zu kämpfen, verhöhnt und verspottet in Leitartikeln, Bild und Schlagzeile die Bibel. Deutsche Christen und sog. Neutrale, die vorgeben, der evangelischen Kirche anzugehören, schweigen zu diesem allen aus Angst um ihre Ehre und ihre Stellung. Es ist kein Missbrauch der Kanzeln, wenn die Pfarrer das Volk warnen vor denjenigen Weltanschauungsakrobaten, die sich den Mantel des Propheten umhängen und damit das Volk verführen in Irrtum und Lüge“

Am 10. November 1936 erschienen in seiner Wohnung drei Beamte der Polizei zu einer Hausdurchsuchung und nahmen alles mit, was im Zusammenhang mit dieser Predigt stand. Bei einem Besuch seines kranken Vaters in Gütersloh am 12. November 1936 wurde er von der Kriminalpolizei in Schutzhaft genommen und in das Detmolder Gefängnis eingeliefert. Am 20. November 1936 wurde er aus der Schutzhaft entlassen. Am 24. November 1936 überreichten Beamte der Geheimen Staatspolizei Wilhelm Viertmann ein Schreiben mit dem Beschluss der Ausweisung binnen drei Tagen „aus dem Bereich des Reichsstatthalters für die Länder Lippe und Schaumburg-Lippe“. „Seit dem 1. November 1936 war Viertmann für die Geheime Staatspolizei ein gefährlicher Widerstandskämpfer, der mit größter Sorgfalt zu beobachten und notfalls zu beseitigen war.“
Nach der Ausweisung kehrte er in sein Elternhaus nach Gütersloh zurück. Von dort aus bemühte er sich beim westfälischen Bruderrat um eine neue Hilfspredigerstelle. Am 31. Dezember 1936 wurde ihm eine solche mit Wirkung vom 1. Januar 1937 in Buer-Resse bei Pfarrer Donner zugeteilt. Er fand dort eine Kirchensynode vor, die sich nach den Kirchenwahlen 1933 in eine deutsch-christliche und eine bekenntnistreue Richtung gespalten hatte, deren Mehrheit aber die Deutschen-Christen erreicht hatten. In der gemeindlichen Arbeit führte das zu erheblichen Schwierigkeiten.
Am 10. Juli 1937, kurz vor der Geburt seines ersten Kindes, bewarb er sich von Buer-Resse aus um die vakante Pfarrstelle der Kirchengemeinde Herford (Münster). „Zwar bestätigte das evangelische Konsistorium in Münster am 27. Juli 1937 den Eingang der Bewerbung um die vierte Pfarrstelle der Münster-Kirchengemeinde Herford, sah sich jedoch nicht in der Lage, diese anzuerkennen, weil Wilhelm Viertmann sein zweites theologisches Staatsexamen nicht vor dem dortigen theologischen Prüfungsamt abgelegt hatte.“ Das 2. Staatsexamen war vor einem Bekenntnisprüfungsausschuss in Bethel abgelegt worden, das jedoch vom deutsch-christlich geführten evangelischen Konsistorium in Münster nicht anerkannt wurde. Auch in der Gemeinde Buer-Resse hatte er am 1. September 1937 eine Predigt gegen die „Peiniger des Staates“ gehalten, indem er über die Gefangennahme und Ausweisung des Apostels Paulus, Apostelgeschichte Kapitel 16,16–35 , predigte. Die von ihm empfohlene Kollekte am Kirchenausgang war jedoch vom preußischen Minister für kirchliche Angelegenheiten schon seit dem 9. Juli 1937 für Bekenntnisgottesdienste verboten. Aufgrund einer Anzeige eines Kirchenbesuchers wurde er bereits am 4. September 1937 im Pfarrhaus von der Geheimen Staatspolizei verhaftet. Diese Haft dauerte bis zum 24. November 1937 (81 Tage). „Er war einer von 55 westfälischen Geistlichen gewesen, die im Jahre 1937 länger als einen Tag verhaftet worden sind und derer auf der Bekenntnisfürbittenliste der vorläufigen Kirchenleitung der Deutschen Evangelischen Kirche gedacht wurde.“ Die Bekenntnissynode entschloss sich am 29. November 1937 im Hinblick auf die Konfrontationen mit einigen Gemeindemitgliedern, Wilhelm Viertmann mit Wirkung vom 1. Dezember 1937 in die evangelische Kirchengemeinde Wattenscheid-Höntrop als Hilfsprediger einzuweisen.
Die ersten Höntroper Gottesdienste wurden für Wilhelm Viertmann gleich wieder Bittgottesdienste für den verhafteten Pfarrer Lunke aus Leithe. Außerdem hatte er Probleme mit der Gemeindeschwester, die dem Ortsgruppenleiter der NSDAP hörig war. Nur mühsam gelang es ihm, sich das Vertrauen der Gemeindemitglieder durch Hausbesuche zu erwerben. Als man seitens der NSDAP versuchte, in der Höntroper Gemeinschaftsschule den Religionsunterricht zu reduzieren, entschloss er sich zu zusätzlichen Unterrichtsstunden im Gemeindehaus. Ein besonderes Augenmerk richtete er in seiner Höntroper Pfarrzeit auf den Katechumenen- und Konfirmandenunterricht. „Viertmann stellt den scheinbar so „klugen Mythen“ seiner Zeit das Bekenntnis zur alles regierenden Macht Christi gegenüber. Und dabei ließ er es wieder einmal nicht an Deutlichkeit fehlen.“
Am 12. Juli 1938 wurde der Hilfsprediger Wilhelm Viertmann vom Presbyterium mit acht Ja-Stimmen bei einer Enthaltung zum Pfarrer der vierten Pfarrstelle in Wattenscheid-Höntrop gewählt. Am 10. September 1938 war sein zweites Kind, eine Tochter, geboren worden. Am 21. Dezember 1938 wurde er in seiner Pfarrstelle durch das evangelische Konsistorium bestätigt. Danach musste er am 22. Dezember 1938 den Eid auf den „Führer“ leisten.

## Widerstand im Kirchenkampf gegen den Nationalsozialismus und Haftzeiten
Der theologische Werdegang des Wilhelm Viertmann war während seines kurzen Lebens durch Karl Barth geprägt. In dessen Beitrag „Theologische Existenz heute“, erschienen 1933 im Christian Kaiser Verlag, war Folgendes zu lesen: „Darum kann die Kirche, kann die Theologie, auch im totalen Staat keinen Winterschlaf antreten, kein Moratorium und auch keine Gleichschaltung sich gefallen lassen. Sie ist die naturgemäße Grenze jedes, auch des totalen Staates“
Nach dieser Devise handelte Viertmann in den folgenden Jahren. Dabei kamen zu den Schwierigkeiten mit den Deutschen Christen noch die Auseinandersetzungen mit den Angehörigen der Bekennenden Kirche und den Glaubensbrüdern und -schwestern, welche die Grundsätze der Bekennenden Kirche nicht so ernst nahmen.
Mit der achttägigen Schutzhaft im November 1936 aufgrund seiner Predigt waren Viertmanns Probleme aber nicht ausgestanden. Ihm war weiterhin ein Hausarrest auferlegt worden. Am 24. November 1936 wurde Viertmann auf Anordnung des Reichs- und preußischen Ministers für die kirchlichen Angelegenheiten, Hanns Kerrl, mitgeteilt, dass er aus dem Bereich des Reichsstatthalters für die Länder Lippe und Schaumburg-Lippe ausgewiesen sei. Er habe das Gebiet innerhalb von drei Tagen zu verlassen. Außerdem war eine Klageschrift verfasst worden. „beim Sondergericht zu Hannover (6 S Ms 109/37; 6 S 73/1596/36). Wilhelm Viertmann wurde wegen Vergehens gemäß § 2 des Gesetzes gegen ungerechte Angriffe auf Staat und Partei und zum Schutz der Parteiuniform vom 20. Dezember 1934, § 20 Abs. 1 des Gesetzes über die Presse vom 7. Mai 1874 und §74 Strafgesetzbuch angeklagt, weil er zu Lippe/Lage am 1. und 8. November 1936 durch zwei selbständige Handlungen öffentlich gehässige,hetzerische und von niedriger Gesinnung zeugende Anschauungen über lebende Persönlichkeiten des Staates und der NSDAP gemacht hat, die geeignet sind, das Vertrauen des Voplkes zur politischen Führung zu untergraben und zwar im 2. Fall durch Verbreitung einer Druckschrift“.
Diverse Kirchenbehörden wurden mit dem Fall Viertmann befasst, die einen sprachen sich für ihn aus, andere dagegen, so dass Wilhelm Viertmann teilweise recht enttäuscht über die mangelnde Unterstützung war. „Seit dem 1. November 1936 war Viertmann für die Geheime Staatspolizei ein gefährlicher Widerstandskämpfer, der mit größter Sorgfalt zu beobachten und notfalls zu beseitigen war.“
„Entgegen aller[sic!] Warnungen seiner Amtskollegen hielt Wilhelm Viertmann in der Gemeinde Gelsenkirchen-Buer-Resse am 1. September 1937 einen Bittgottesdienst für die verfolgten und eingesperrten Brüder. Seinen Ausführungen legte er einen Auszug aus der Apostelgeschichte 16, 16-35, über die Gefangennahme und Ausweisung des Apostels Paulus zugrunde.“ Er äußerte sich wie folgt:

„Der Apostel Paulus wäre in seiner Zeit wegen seiner die Bevölkerung in Unruhe setzenden Reden gefangengenommen, gegeißelt und ins Gefängnis geworfen worden. Eine gerichtliche Untersuchung hätte damals, wie auch heute in ähnlichen Fällen, gegen ihn nicht stattgefunden. Nach seiner Entlassung aus dem Gefängnis sollte er, wie es heute auch noch üblich ist, ausgewiesen werden. Als die Stadtrichter aber gehört hatten, dass Paulus römischer Bürger sei, sei es ihnen angst und bange geworden. Denn es sei damals genauso gewesen, als wenn in der heutigen Zeit ein Polizeikommandant einen Mann einsperren lasse, von dem sich später herausstellte, dass er Träger des goldenen Parteiabzeichens sei. Außerdem sei der römische Bürger seiner Zeit ein Mensch mit besonderen Rechten gewesen, der mehr Rechte hatte als alle übrigen Volksgenossen.“

Viertmann wurde noch am selben Tage von einem Gottesdienstbesucher angezeigt und am 4. September 1937 im Pfarrhaus verhaftet. Von der Bekenntnissynode wurde ihm der Rechtsanwalt Hermann Pinckernelle zur Seite gestellt. „Erst am 18. November 1937 kam es dann schließlich zur gerichtlichen Verhandlung vor dem Amtsgericht Gelsenkirchen-Buer. Er wurde angeklagt des Verstoßes gegen § 2 Abs. 1 des Heimtückegesetzes in Tateinheit mit § 130a Strafgesetzbuch und das Sammlungsgesetz.“ Eine Verurteilung wurde zurückgestellt und auf Sondergerichtsverhandlungen in Dortmund und Hannover verwiesen. Am 24. November 1937 wurde er aus der Untersuchungshaft entlassen.
„Um weiteren Konfrontationen mit einigen Viertmann feindlich gesinnten Gemeindemitgliedern aus dem Wege zu gehen, überwies die Westfälische Bekenntnissynode den Hilfsprediger Viertmann am 29. November 1937 mit Wirkung vom 1. Dezember 1937 in die evangelische Kirchengemeinde Wattenscheid zur Verwaltung des Pfarrbezirks Wattenscheid-Höntrop.“ Er bezog das neuerstellte Pfarrhaus in einer Nacht-und-Nebel-Aktion und hoffte, sich so der ständigen Überwachung durch die Gestapo, zumindest kurzfristig, zu entziehen. Da aber wenige Häuser weiter der Ortsgruppenleiter der NSDAP sein Büro hatte, war diese Vorsichtsmaßnahme eine misslungene Aktion. Am 6. Dezember 1938 machte er mit weiteren 32 anderen Geistlichen der Bekenntnissynode Gelsenkirchen eine Eingabe an das Ministerium für kirchliche Angelegenheiten in Berlin mit folgendem Wortlaut:

„Wir sind dankbar, dass die vorläufige Kirchenleitung (VKL) als das zu Recht im Amt befindliche Notkirchenregiment in den Stunden drohender Kriegsgefahr in den Tagen der Septemberkriese die christliche Gemeinde zu einem Bittgottesdienst für die Erhaltung des Friedens aufgerufen hat. Wir sehen in dem von der Heiligen Schrift und den Bekenntnissen der Kirche her bestimmten Entwurf des Gebetsgottesdienstes nichts, was uns veranlassen könnte, die Gemeinschaft mit den Verfassern der Gottesdienstordnung aufzuheben oder ihnen die Anerkennung als geistliche Leitung der Deutschen Evangelischen Kirche zu versagen.“

Das Konsistorium in Münster reagierte darauf am 22. Juli 1939 mit einer Disziplinarverfügung: „Ihr Verhalten stellt sich somit als grobe Pflichtwidrigkeit dar, die nach § 1 der Disziplinarordnung der Deutschen Evangelischen Kirche vom 13. April 1939 (Gesetzblatt der Deutschen Evangelischen Kirche 1939 Seite 27 ff.) in Verbindung mit der Verordnung zur Durchführung der Disziplinarordnung der Deutschen Evangelischen Kirche der altpreußischen Union vom 17. Mai 1939 (Gesetzblatt der Deutschen Evangelischen Kirche Seite 63) mit einer Dienststrafe zu ahnden ist. Aufgrund von §§ 5 und 7 der erwähnten Disziplinarordnung vom 13. April 1939 setzen wir gegen Sie als Dienststrafe eine Geldbuße in Höhe eines Monatsbetrages Ihrer Dienstbezüge fest.“
Über weitere gravierende Ereignisse ist nichts Wesentliches bekanntgeworden.

## Militärzeit und Tod (1941–1942)

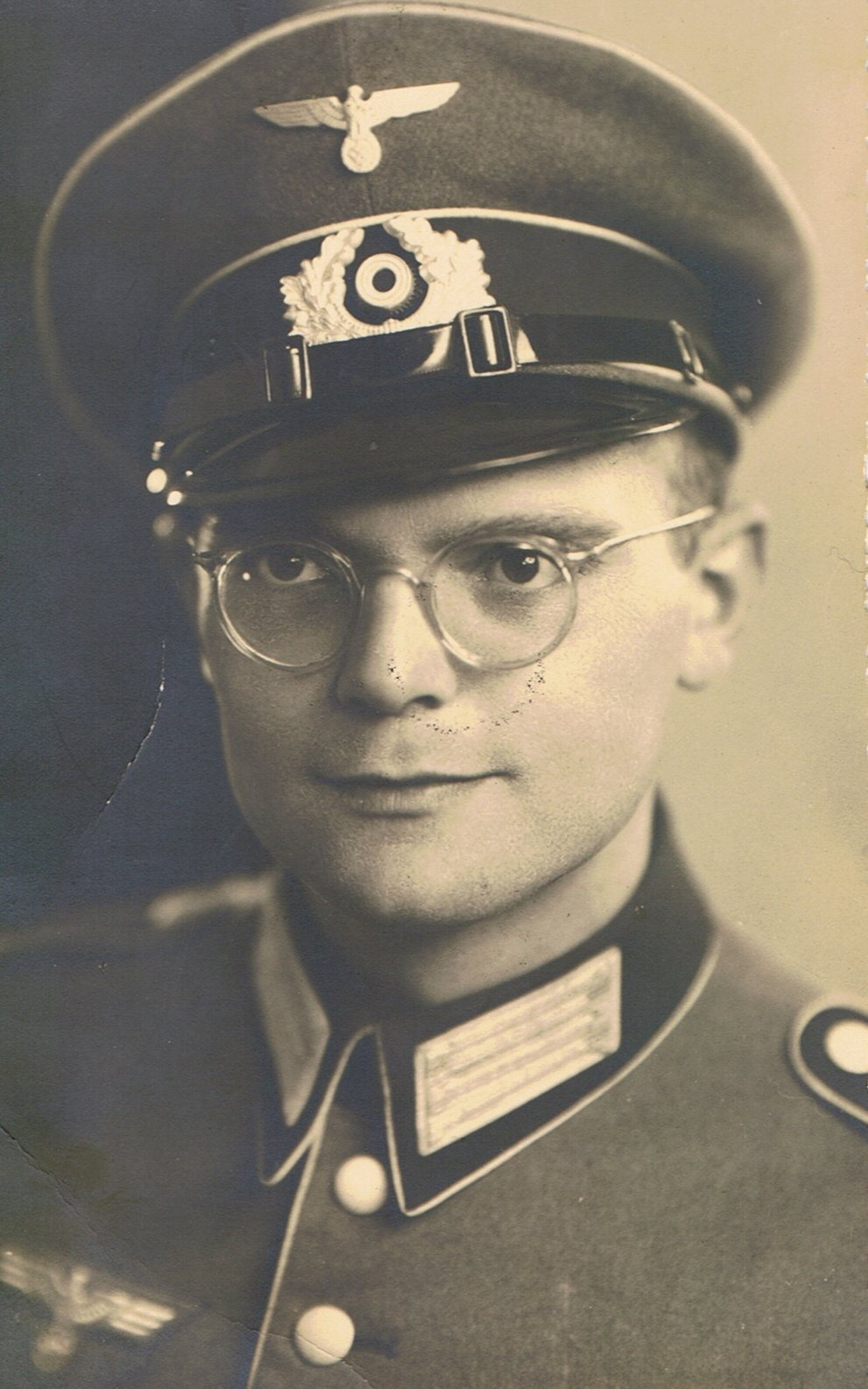
Wilhelm Viertmann als Soldat

Am 18. Oktober 1941 wurde Pfarrer Viertmann als Soldat der Wehrmacht vereidigt und ins 3. Infanterieregiment-Ersatzbataillon (motorisiert 366) eingewiesen, welches in Belgien stationiert war. Er übte anfangs die Funktion eines Schreibers und Gassuchers aus. Das Militärleben war absolut nicht sein Metier. Körperlich war er gar nicht in der Lage, die Strapazen eines Soldatenlebens zu ertragen. Nach nur dreimonatiger Ausbildung und einer abschließenden Untersuchung auf Kriegstauglichkeit wurde er am 25. Januar 1942 mit dem Feldbataillon 16-1 (motorisiert) an die Kriegsfront im Osten versetzt.
Der einzige Kontakt mit der Familie oder seiner Gemeinde waren die Feldpostbriefe, die er in den knappen Pausen, die ihm der Einsatz ließ, schreiben konnte. So auch am 25. Mai 1942 an seine Ehefrau:

„Ich bin über mein Los manchmal so traurig gestimmt, dass ich völlig apathisch mich an nichts beteilige, gedankenlos dasitze, den Dienst vernachlässige. Es ist anscheinend eine Kette von Pech und Missgeschick, das mich verfolgt. Es kommt noch dahin, dass ich weder Kriegspfarrer noch Offizier bin, noch eine Innendienststelle bekomme, so dass ich primitiver Landser in der vordersten Linie bleibe, bis es mich auch erwischt hat. In den Kriegspfarrstellen sitzen weit jüngere Prediger, ich sehe ganz junge Burschen, schnell zu Offizieren befördert, als Vorgesetzte über mich bestimmen, und in den Innendienststellen sitzen ganz junge Leute seit langem auf ihren Stühlen fest, dazu kommt, wie es mir manchmals scheint, die Kette verpasster Gelegenheiten. Ein Trost ist mir nur, dass ich mich habe von Gott führen lassen und kaum selbst etwas in mein Schicksal eingegriffen habe. Aber manchmal möchte ich innerlich schier darunter zusammenbrechen, der ich doch sonst in solchen Sachen ziemlich robust und ausdauernd bin. Ich habe noch nie so sehr der Hilfe, des Rates und des Trostes bedurft wie hier.“

Seit dem 1. August 1942 war er Gefreiter. Von seiner Situation im Osten berichtet Viertmann in einem Feldpostbrief vom 12. September 1942 an seinen Schwager:

„Als Stoßdivision sind wir motorisiert nur am Feuer. Ich bin seitdem aus der vordersten Front nicht herausgekommen. Alles habe ich mitmachen müssen: Flußübergang, Brückenkopferweiterung, Stoßangriffe, Panzerschlachten, Einsatz geheimer Waffen, schwere Artilleriegefechte. Maßlose Verfolgung und schwere Abwehrkämpfe. Wo nach Donez, Don-, Maitsch- und Kuban-Übergänge, Armaniz, Waiskop und Kaukasus und jetzt Steppenkämpfe sind (unsere gegenwärtige Umgebung: Sand, Hitze: 52 Grad, Staub, wenig Wasser, Kamele, auch Schlangen und buddhistische Kalmücken-Bevölkerung) die Hauptstationen unseres Vormarsches. Leider sind 2/3 unserer Kompanie bereits ausgefallen (gefallen oder verwundet). Auch viele unserer Kompaniechefs, heute vor acht Tagen. Es ist wie ein Wunder, dass ich noch heil da bin. Geht man doch als Kampfmelder, mit dem Chef ganz vorn, vor den einzelnen Gruppen als nächster an den Feind heran. Meine Vorgänger als Kampfmelder sind beide gefallen.“

Die Kampfeinsätze wurden immer schlimmer. Oftmals schien die Lage aussichtslos. Und immer wieder gedachte er seines Konfirmationsspruches aus Psalm 23 (Ps 23 ). Am 9. Dezember 1942 erhielt er das Eiserne Kreuz zweiter Klasse von seinem Chef Hauptmann Karl Torley. Drei Tage vor seinem Tod schreibt er an seine Frau in einem Brief: 

„Heute laufe ich nun schon den ganzen Tag mit dem eisernen Kreuz zweiter Klasse herum, denn am Tage der Überreichung soll und darf man es tragen. Heute morgen wurde es mir feierlich überreicht. Wenn Du mich fragst: wofür? Dann kann ich nur sagen: ich war an der Reihe. Als Begründung gab man an: Für die Meldegänge, die ich für Hauptmann Torley während schwerer Gefechte machen musste.“

Bei einem Stoßangriff in der Kalmückensteppe bei Utta am 12. Dezember 1942 musste Wilhelm Viertmann sein Leben lassen. In einem Feldpostbrief an seine Ehefrau am 4. März 1942 schrieb er einmal:

„Die Nacht ist vorgerückt (wahrhaftig, es ist Nacht in Europa und der ganzen Welt). Der Tag aber ist nahe herbeigekommen (über dem allen geht doch die Sonne des jüngsten Auferstehungstages auf). So lasset uns ablegen die Werke der Finsternis und anlegen die Waffen des Lichtes. Römer 13, Vers 13. Dieser Teil ruft mir geradezu entgegen: Werde auch in diesem Krieg ein Diener am Worte Gottes!“

## Seine Familie
Nach seinem Dienstantritt in der Heilig-Geist-Kirche in Lage Anfang 1936 sah Wilhelm Viertmann den Zeitpunkt gekommen, an die Gründung einer Familie zu denken. Er hatte sich mit der Schwester seines Studienfreundes Fritz Gossing, Margarete Gossing, geb. 22. August 1908 in Detmold, verlobt. Er gab sein kleines Zimmer auf und zog nach der Ordination mit seiner Verlobten in eine Dreizimmerwohnung in Detmold.
Am 30. September 1936 erfolgte die Heirat in Bad Driburg, dem Wohnort seiner Schwiegereltern. Von Anfang an musste seine Ehefrau miterleben, wie sich Wilhelm Viertmann für die Bekennende Kirche einsetzte. Sein Ehrgeiz, im Sinne der Barmer Theologischen Erklärung zu handeln, belastete sein Familienleben. Nur einen Monat später erfolgte seine Predigt über die Wölfe im Schafspelz. Mit der Hausdurchsuchung am 10. November 1936 begann der Leidensweg der inzwischen schwangeren Ehefrau. Nach der Festnahme von Viertmann in Gütersloh suchte sie ratlos nach Hilfe. Niemand sagte ihr, wohin man ihren Mann gebracht hatte. In ihrer Not wandte sie sich an den befreundeten Kollegen ihres Mannes, Pfarrer van Senden in Detmold. Dieser hatte in Erfahrung gebracht, dass Viertmann in Detmold inhaftiert war. Mit ihm besuchte sie auch ihren Mann im Gefängnis.
Nach der Ausweisung ihres Mannes aus Lippe war sie damit beschäftigt, ihren Hausstand in Detmold wieder aufzulösen. Sie machte sich große Sorgen um ihre Ehe und die berufliche Zukunft ihres Mannes.
Nach Einweisung ihres Mannes in eine Hilfspredigerstelle in Buer-Resse bezog sie, hochschwanger, eine Wohnung im Pfarrhaus von Pastor Donner. Am 26. Juli 1937 gebar sie einen Sohn, für den das Ehepaar gemeinsam den Vornamen Martin aussuchte als Erinnerung an die in diesem Monat erfolgte Verhaftung von Martin Niemöller. Es folgten noch mehrere Gerichtstermine, welche für die Familie sehr belastend waren, aber nicht zu Bestrafungen führten.
Mit der Verhaftung am 4. September 1937 setzten sich die Probleme in der ehelichen Gemeinschaft fort. „So oft Margarete Viertmann in den folgenden Tagen auch ihren Mann im Gefängnis besuchte, immer war er frohen Mutes, dass das, was er getan hatte, nur sein gutes Recht als guter Christ gewesen war. So tat er auch jede Furcht seiner Frau mit dem Satz ab, dass ihm nichts Schlimmes passieren könne, weil er nichts Unrechtes getan habe.“ In dieser Zeit erfuhr die junge Mutter sehr viel Unterstützung seitens der Pfarrerfamilie Donner. Der Besuch von Mutter und Kind im Gefängnis war ein bewegendes Erlebnis für Wilhelm Viertmann während seiner 3-monatigen Haftzeit.
Wieder musste er seinen Dienstort verlassen. Mit seinem Umzug Ende 1937 in das neuerstellte Pfarrhaus in Wattenscheid-Höntrop erhoffte sich die Familie etwas mehr Ruhe. Am 10. September 1938 wurde das zweite Kind der Familie geboren. Es war ein Mädchen und erhielt den Vornamen Christel.
Nun hatte Wilhelm Viertmann nach vielen Schwierigkeiten sein Ziel erreicht. Er hatte eine Familie, und er war ordinierter Pfarrer mit einer eigenen Pfarrstelle. Es kehrte in sein Leben eine unterschwellige Ruhe ein.
Mit der Einberufung am 9. Oktober 1941 zum Kriegsdienst war dann alles vorbei. Seine soldatische Ausbildung in Belgien gab ihm noch die Gelegenheit, seine Familie zu besuchen. Aber schon jetzt lebte die Familie in Angst um den geliebten Ehemann bzw. Vater. In den Weihnachtstagen 1941 konnte er noch mit seiner Familie und der Gemeinde das Abendmahl feiern. Nach seiner Kriegstauglichkeitsuntersuchung erfolgte am 2. Februar 1942 der Abschied für immer. In einem Brief stellte er sich selbst die Frage: „Sollte es das letzte Mal gewesen sein? Gott gebe, dass es nicht so ist.“
Noch am Vortage seiner Verlegung an die Ostfront schilderte er seiner Frau den Tag des Abschieds: „… Zwar wusste ich im ersten Augenblick selber nicht, was größer in mir war, die Wut gegen die höhere Gewalt, die mich von Euch trennt, oder die Sehnsucht nach Dir und den Kindern.“ „So fahre ich denn morgen in der Gewissheit, dass ich drei liebe Menschen daheim habe, die mich lieben und für die es sich lohnt, wenn es sein muss, auch zu sterben.“ Der Schriftverkehr zwischen den Eheleuten war die einzige Möglichkeit des Kontaktes. Das geteilte Familienleben war geprägt von dieser Trennung. Die Briefe dokumentierten den festen Glauben beider Eheleute an einen barmherzigen Gott. Seine Briefe schrieb er nun direkt von der Front. „Gestern ging den ganzen Tag die Losung und der Lehrtext mit mir, Jesaja 45 und Johannes 14, eine ausgezeichnete Zusammenstellung.“ „Solltest Du einmal, was Gott verhüten möge, mit den Kindern allein sein, so ist diese Losung und dieser Lehrtext mein Vermächtnis an Dich.“

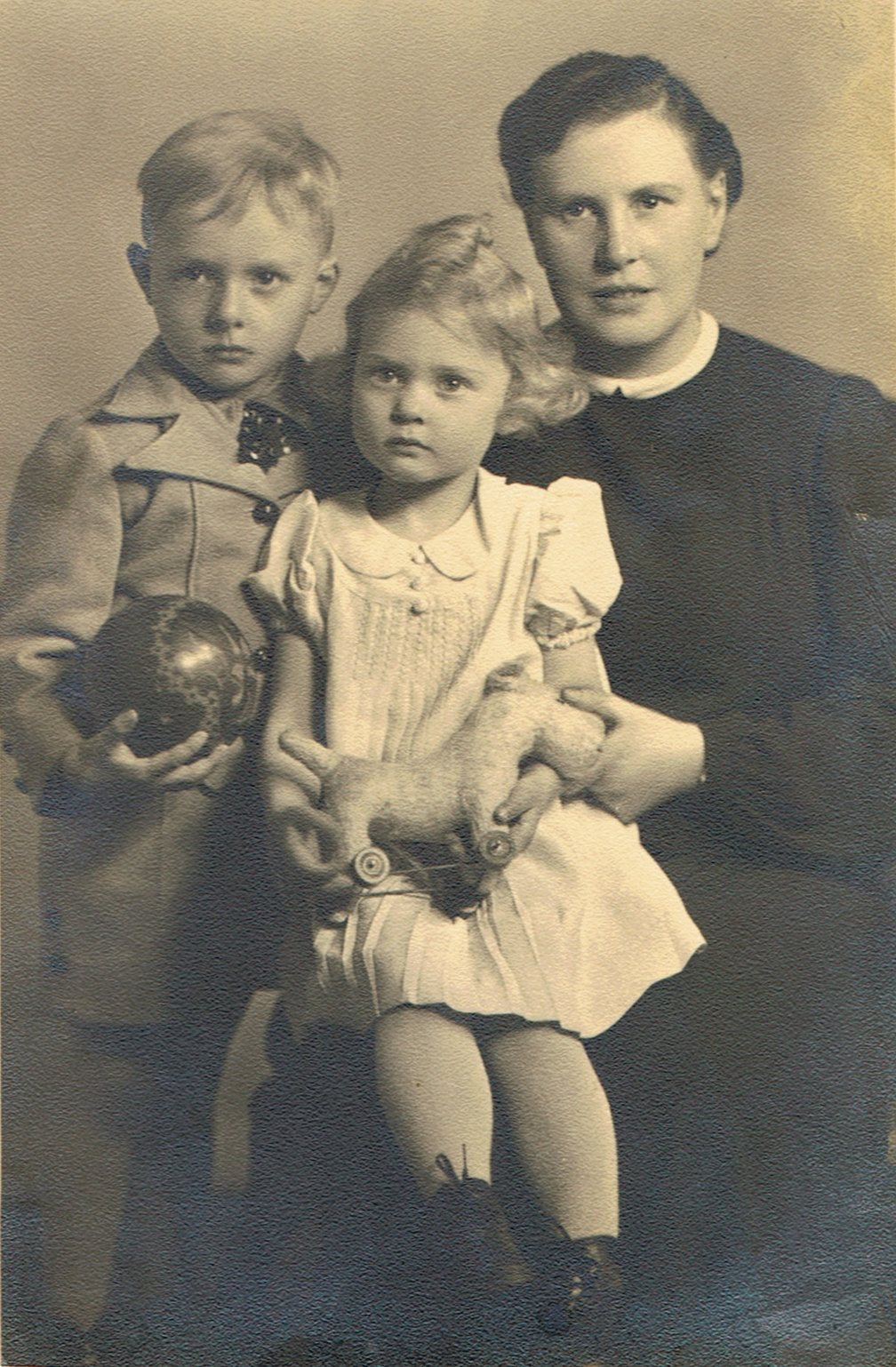
Familienfoto für den Vater an der Front

Während der Abwesenheit des Vaters ging das Familienleben im Pfarrhaus in Höntrop weiter. Die Kinder Martin und Christel wuchsen heran, mussten aber jetzt schon mit ihrer Mutter die Bombenangriffe auf die Industriestadt Bochum hautnah miterleben. Wilhelm Viertmann schrieb am 9. April 1942: „Heute bin ich ein halbes Jahr Soldat. Ich nehme diesen Tag zum Anlass, vor Gott und meinem Gewissen Rechenschaft darüber abzulegen, was ich in diesem halben Jahr verloren und was ich gewonnen habe. Mit großer Sehnsucht zieht es mich zurück nach Dir, unserem Jungen, unserem Mädchen, unserem trauten Heim und Deiner ausgezeichneten Küche. Auch kann ich nicht verhehlen, dass ich mich nach der Ausübung meines Amtes in der Gemeinde sehne. Das alles habe ich zwar nicht verloren, aber ich vermisse es täglich als meine bisher kostbarsten Schätze, und Gott wusste wohl was er tat, wenn er mich so lange Zeit davon trennte. Es muss wohl jenes Vierteljahr in Buer nicht genügt haben, und so hat er mich als letzte Warnung für erheblich längere Zeit von dem allen getrennt. Man lernt ja nicht nur Dinge, sondern auch Personen erst dann tatsächlich schätzen, wenn man sie lange Zeit vermissen muss. Das Kleine wird dann wirklich klein, und das Große wird dann wirklich groß.“

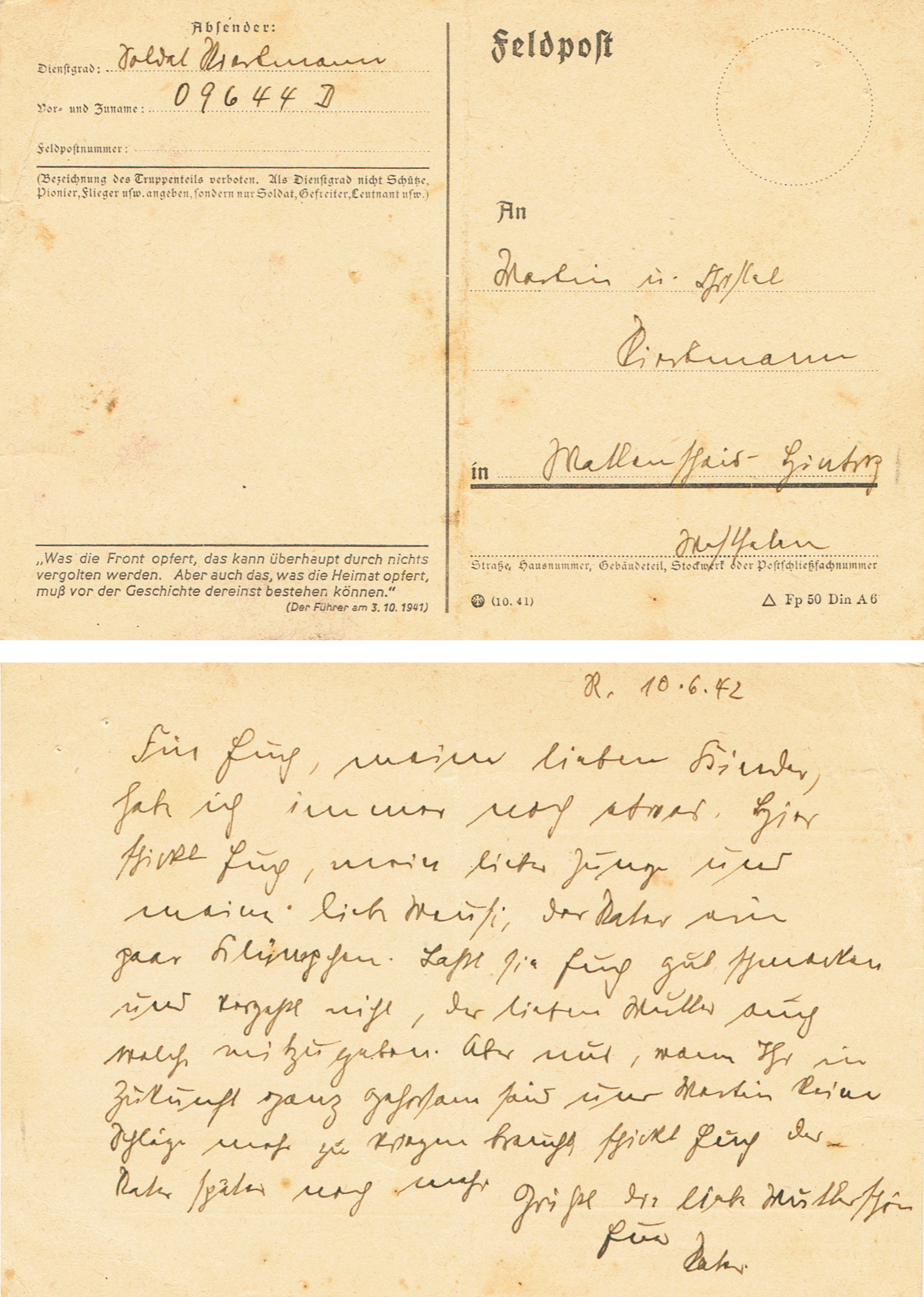
Eine Feldpostkarte an die Kinder Martin und Christel

Wilhelm Viertmann berichtet in seinen Briefen auch von Briefen seiner Ehefrau, die sich vom Inhalt her besonders mit der Erziehung der Kinder befassen. Zugleich liegen diesen Briefen Fotos bei, die ihn erfreuen und ihm Kraft geben sollen. Sein unerschütterlicher Glaube an die Gnade Gottes dokumentiert sich immer wieder in dem Schriftverkehr. So schrieb er am 5. und 8. Juni 1942: „Sieh Dir mal die Losung des heutigen 5. Juni an. Ist sie nicht gewaltig groß. Muss sie einen nicht sehr trösten in all dem Geschehen? Solche Schriftworte stärken mich in dem Glauben, dass die Herrschaft auch über dem heutigen Geschehen in guten Händen liegt. Was liegt daran, wenn wir sterben? Gewiss, viel, wenn ich an Dich und die Kinder denke. Aber das ist doch nicht entscheidend. Entscheidend ist, dass wir hier nach dieser Zeit leben in dem ewigen Reich unseres Heilandes.“ „Ich kann in diesem Kampf nur Sieger sein, wenn sich in mein Herz festbrennt der Glaube: Gott will es. Falle ich, so falle ich in die allmächtige Hand meines Herrn und Heilandes. Falle ich nicht, so hat er mich dem Leben, Dir und den Kindern neu zurückgeschenkt zum neuen Dienst für unseren Herrn Jesus Christus. Ob ich also falle oder nicht falle, so habe ich in Beidem den Willen des Herrn erfüllt, bin ich im Sterben und im Leben Christus zu eigen. Das musst auch Du wissen und darin ganz, ganz fest stehen. Einer von uns beiden wird eines Tages um den Verlust des anderen zu klagen haben. Wir wissen, was wir an einander verlieren, auch ohne schwulstige Worte. Biete aber Du, wenn es Dich treffen sollte, nicht das Bild einer trostlosen Witwe. Bleib bei allem Jammern nüchtern. Bezeuge, dass des Herrn Wille sich vollstreckt hat. Wisse mich in der Hand des Auferstandenen. Bezeuge es den Kondolierenden.“ „Dich und die Kinder werde ich wiedersehen. Wenn nicht in dieser, dann in jener Welt.“
Am 10. Oktober schrieb er an seine Ehefrau: „Heute vor einem Jahr war es, als Du mich zur Bahn brachtest. Unvergesslich wird mir das Bild sein, wie Du mir zuwinktest. Wir ahnten damals wohl, welche Umwälzung damit für unser Leben gekommen war.“ „Ich schrieb Dir schon vor einem halben Jahr, dass ich zu einer Reihe von Erkenntnissen geführt worden bin, die mir ohne diese Verbannung nicht geworden wären. Einmal ist die persönliche Frömmigkeit, wenn ich sie so nennen darf, durch die fast dauernde Gefechtstätigkeit während des Vormarsches seitdem nur noch vertieft worden. Es ist für einen Theologen, der vom Katheder her gewohnt ist, die Bibel mit einem starken Verstand durchzuarbeiten und durchzudenken, nicht so leicht, besonders, wenn er ein so bequemes Dasein geführt hat wie ich. Das göttliche Wort zu sich persönlich reden zu lassen, das Gotteswort angesichts des furchtbaren Zeugnisses der Sünde und des Todes vielleicht zu mir persönlich geredet hat, als es bis dahin der Fall war, verdanke ich der höheren Gewalt, die mich hierher verbannte.“ „Wer ist diese Gewalt? Ist es der Führer oder ist es Gott, der dem Führer die Gewalt gab. Ich glaube, Du wirst auch zu der Erkenntnis kommen, dass Gott selbst es ist, der mich hat fühlen lassen, da ich nicht hören wollte. Das ist das Sonderbare an ihm, er erzieht seine Kinder durch die Gewalten, die er über uns gesetzt hat. Wir empfinden sie, wie das Kind die Rute als das Furchtbarste, das uns widerfahren kann.“ „Du musst nicht glauben, dass Gott mich unbedingt zu Grunde richten und hier in Russland begraben will. Damit tust Du ihm Unrecht. Gewiss, mit der Möglichkeit müssen wir rechnen, dann wäre mein Leben für Ehe, Familie und Volk, für Amt, Gemeinde und Christus erfüllt. Ich wäre dann in der Hand meines auferstandenen und wiederkommenden Heilandes. Aber muss das denn sein? Kann es nicht auch sein, dass Gott mich durch diese harte Zucht für meine wirkliche Lebensaufgabe doch noch reif machen will? Nur durch die harte Schule des Lebenseinsatzes, sei es im Gefängnis oder auf dem Schlachtfeld, erzieht er sich seine Diener zu besonderen Aufgaben.“

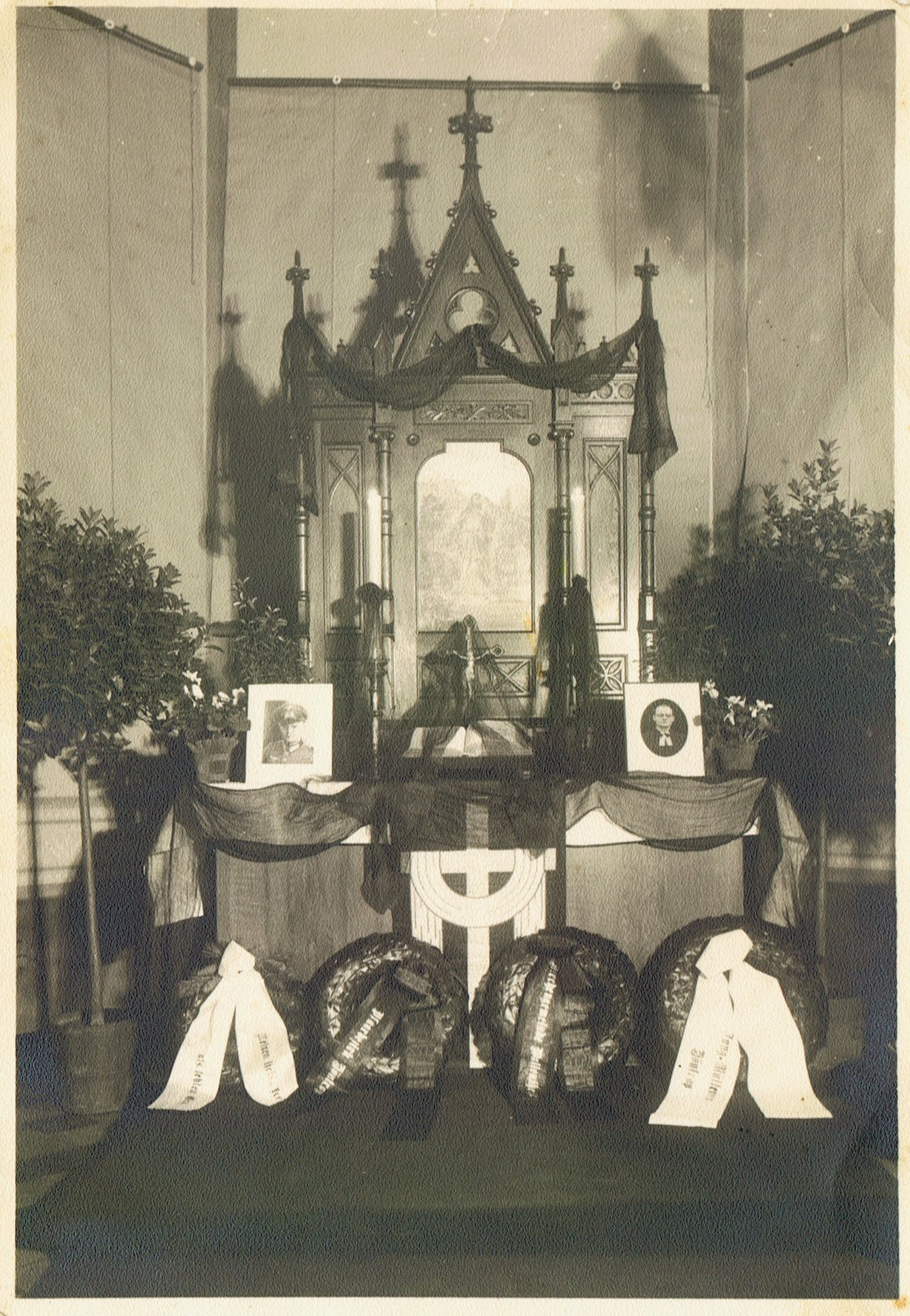
Geschmückte Höntroper Kapelle anlässlich der Trauerfeier

Sein letzter Brief vom 6. Dezember 1942 nahm noch einmal Bezug auf die bevorstehende Advents- und Weihnachtszeit. Kerzenlicht im Splittergraben, Anschauen von Fotos aus der Heimat und Anhören von Weihnachtsliedern, wenn es denn möglich war. Er schrieb: „Ach könntest Du doch mal für einen Augenblick hinein schauen in mein Leben. Du würdest staunen, über unser entsetzlich primitives Dasein. Aber auch darüber, wie wir uns behelfen müssen und unsere kleinen Freuden haben.“
Die nächste und letzte Nachricht, die seine Ehefrau erhielt, war die seines Todes. Die Gemeinde in Höntrop verabschiedete sich von ihrem Pfarrer mit einer Trauerfeier in der Höntroper Kapelle.
Frau Viertmann musste ihre Dienstwohnung im Pfarrhaus im Juni 1943 räumen und zog mit den Kindern wieder zurück zu ihren Eltern nach Bad Driburg. Sie starb dort am 8. Februar 2008, ohne wieder geheiratet zu haben.

## Gedenken an Wilhelm Viertmann

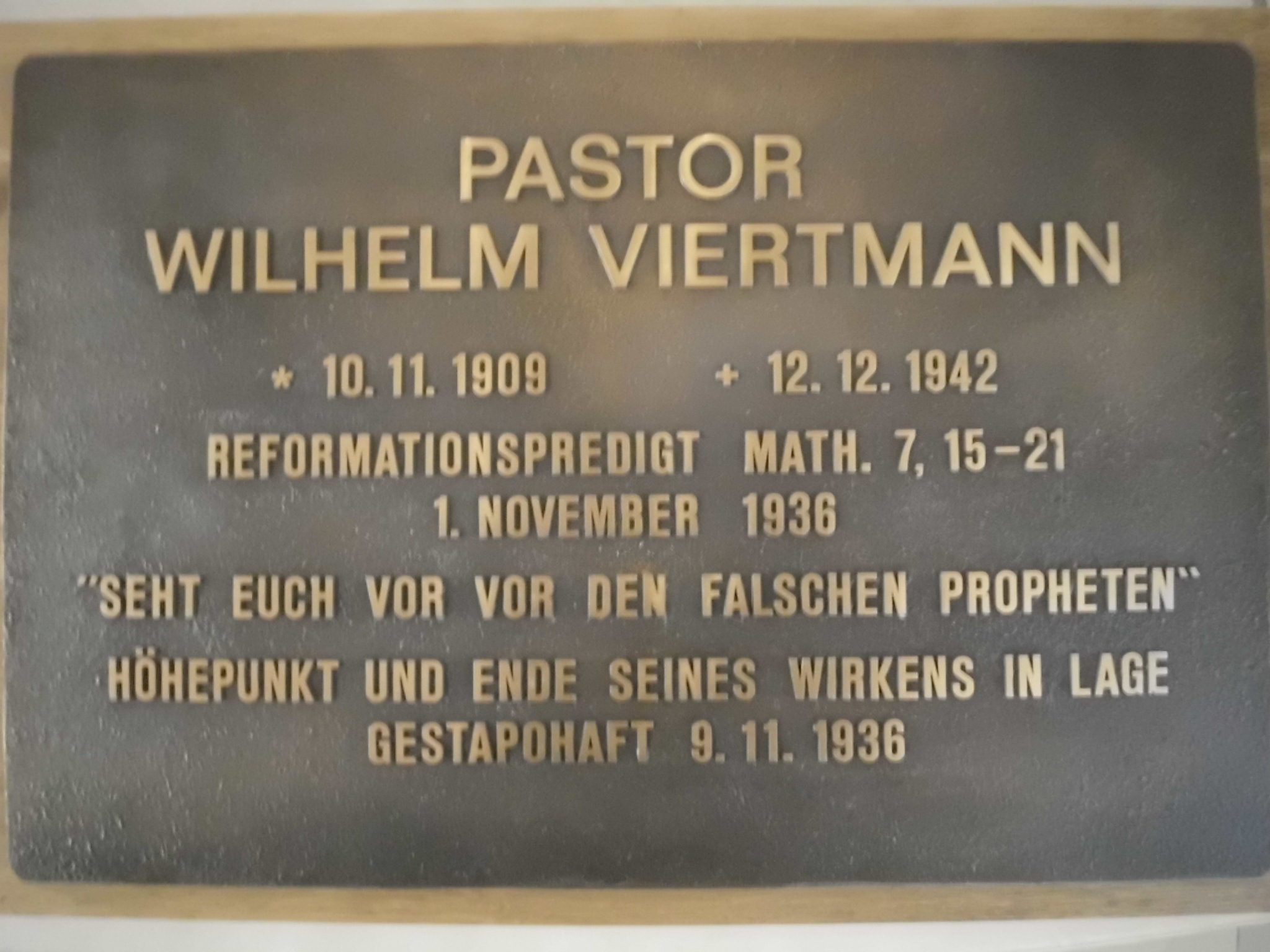
Gedenktafel in der Heilig-Geist-Kirche zu Lage

Der unermüdliche Einsatz von Pfarrer Wilhelm Viertmann gegen das Bestreben des nationalsozialistischen Systems, die Kirche für ihre politischen Zwecke zu nutzen, führte nach dem Zweiten Weltkrieg im Gedenken an ihn in der Kirchengemeinde Wattenscheid-Höntrop wie auch in der Heilig-Geist-Kirche in Lage/Lippe zu dem Bestreben, ihres ehemaligen Predigers zu gedenken.
Die lutherische Gemeinde von Lage brachte zur Erinnerung an den mutigen Pfarrer am 31. Oktober 1983 eine Bronzetafel in der Heilig-Geist-Kirche an. Pfarrer Ernst Erich Konik legte seiner Predigt an diesem 500. Jahrestag des Geburtstages von Martin Luther den vollen Wortlaut der Reformationspredigt von Wilhelm Viertmann vom 1. November 1936 in den Mittelpunkt des Gottesdienstes. Pfarrer Konik: „Viertmanns Predigt von 1936 ist heute noch genauso aktuell wie damals, man braucht nur einige Begriffe auszutauschen.“ Die Witwe Wilhelm Viertmanns und ihr Sohn Martin nahmen an der feierlichen Enthüllung der Tafel teil.

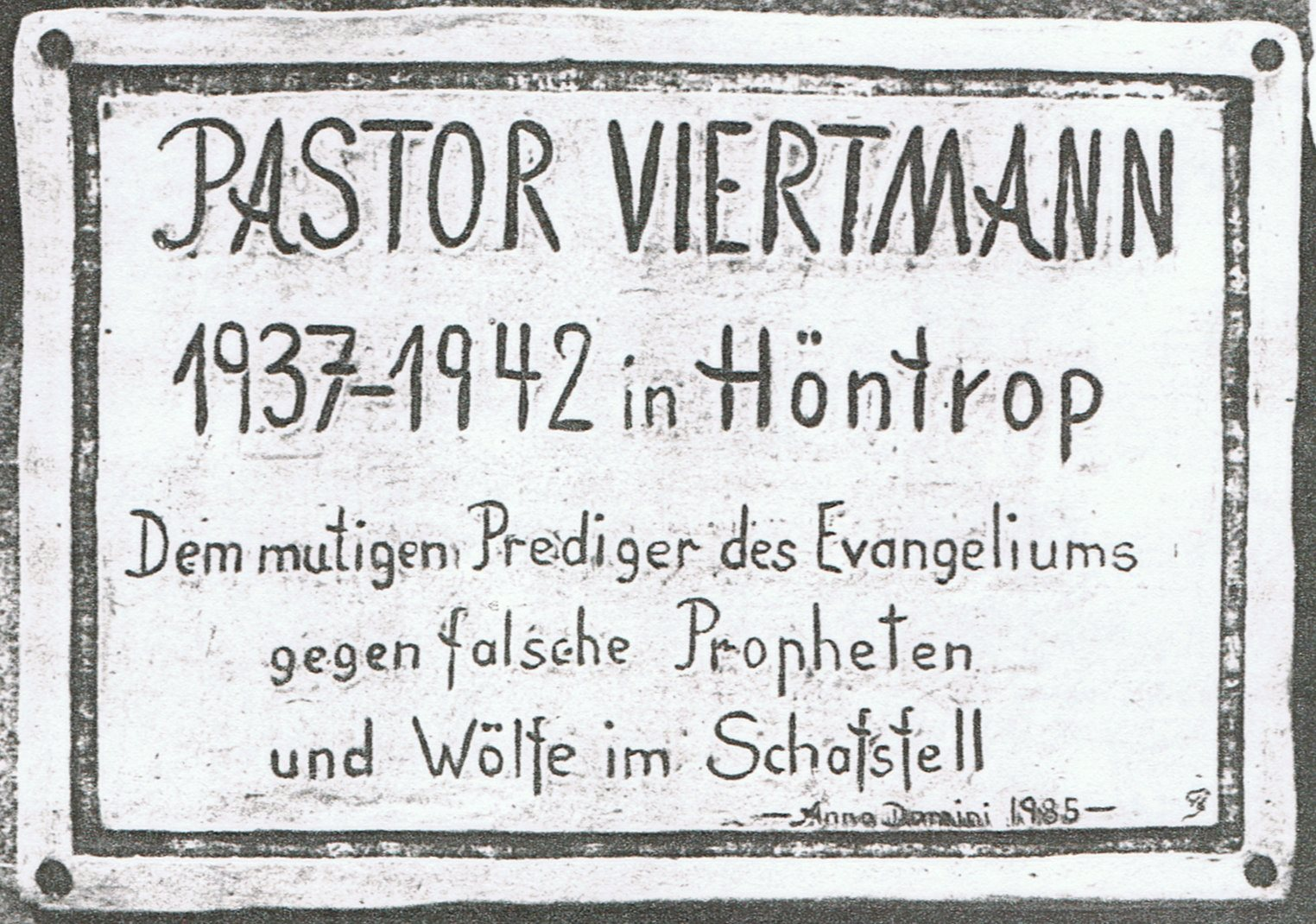
Gedenktafel am Pastor-Viertmann-Kindergarten in Höntrop

Am 8. Mai 1985 entschloss sich das Presbyterium der Gemeinde in Höntrop im Bezirk der Versöhnungskirche zu Ehren und zum Gedenken an Pastor Wilhelm Viertmann den seit 10 Jahren bestehenden Kindergarten „Pastor-Viertmann-Kindergarten“ zu benennen. Eine Gedenktafel, gestaltet von S. Haferkamp, wurde am 1. Juni 1985 als Erinnerung am Kindergarten angebracht und von der Witwe Margarete Viertmann sowie den Kindern Martin und Christel enthüllt. Pfarrer Eberhard Haßler wünschte sich, dass dieser Kindergarten ein „Nest des Friedens“ auf der Basis des christlichen Glaubens werden soll. Auf diese Weise wolle die Gemeinde an das Vermächtnis von Wilhelm Viertmann anknüpfen.

## Einzel- und Sammelnachweise
1. ↑  Zu Kühne (* 1885), der später Studiendirektor im Evangelischen Gymnasium Hermannswerder der Hoffbauer-Stiftung bei Potsdam war, vgl. Reiner Bookhagen: Die evangelische Kinderpflege und die Innere Mission in der Zeit des Nationalsozialismus. Band 2: Mobilmachung der Gemeinden. Vandenhoeck & Ruprecht, Göttingen 2002, S. 1023.
2. ↑  Kai-Uwe Spanhofer: Wilhelm Viertmann – Bekenntnis und Widerstand im Leben eines westfälischen Pfarrers in der NS-Zeit. 1988, S. 82.
3. ↑  Kai-Uwe Spanhofer: Wilhelm Viertmann – Bekenntnis und Widerstand im Leben eines westfälischen Pfarrers in der NS-Zeit. 1988, S. 11.
4. ↑  Kai-Uwe Spanhofer: Wilhelm Viertmann – Bekenntnis und Widerstand im Leben eines westfälischen Pfarrers in der NS-Zeit. 1988, Dokument 1. u. 2: Lebenslauf, S. 84.
5. ↑  Kai-Uwe Spanhofer: Wilhelm Viertmann – Bekenntnis und Widerstand im Leben eines westfälischen Pfarrers in der NS-Zeit. 1988, S. 14.
6. ↑  Kai-Uwe Spanhofer: Wilhelm Viertmann – Bekenntnis und Widerstand im Leben eines westfälischen Pfarrers in der NS-Zeit. 1988, S. 15.
7. ↑  Kai-Uwe Spanhofer: Wilhelm Viertmann – Bekenntnis und Widerstand im Leben eines westfälischen Pfarrers in der NS-Zeit. 1988, S. 19.
8. ↑  Kai-Uwe Spanhofer: Wilhelm Viertmann – Bekenntnis und Widerstand im Leben eines westfälischen Pfarrers in der NS-Zeit. 1988, S. 17–22.
9. ↑  Kai-Uwe Spanhofer: Wilhelm Viertmann – Bekenntnis und Widerstand im Leben eines westfälischen Pfarrers in der NS-Zeit. 1988, S. 27.
10. ↑  Kai-Uwe Spanhofer: Wilhelm Viertmann – Bekenntnis und Widerstand im Leben eines westfälischen Pfarrers in der NS-Zeit. 1988, S. 28.
11. ↑  Kai-Uwe Spanhofer: Wilhelm Viertmann – Bekenntnis und Widerstand im Leben eines westfälischen Pfarrers in der NS-Zeit. 1988, Dok. 9, S. 112–118.
12. ↑  Kai-Uwe Spanhofer: Wilhelm Viertmann – Bekenntnis und Widerstand im Leben eines westfälischen Pfarrers in der NS-Zeit. 1988, S. 39–40.
13. ↑  Kai-Uwe Spanhofer: Wilhelm Viertmann – Bekenntnis und Widerstand im Leben eines westfälischen Pfarrers in der NS-Zeit. 1988, S. 47.
14. ↑  Kai-Uwe Spanhofer: Wilhelm Viertmann – Bekenntnis und Widerstand im Leben eines westfälischen Pfarrers in der NS-Zeit. 1988, S. 49.
15. ↑  Kai-Uwe Spanhofer: Wilhelm Viertmann – Bekenntnis und Widerstand im Leben eines westfälischen Pfarrers in der NS-Zeit. 1988, S. 55.
16. ↑  Kai-Uwe Spanhofer: Wilhelm Viertmann – Bekenntnis und Widerstand im Leben eines westfälischen Pfarrers in der NS-Zeit. 1988, S. 59.
17. ↑  Kai-Uwe Spanhofer: Wilhelm Viertmann – Bekenntnis und Widerstand im Leben eines westfälischen Pfarrers in der NS-Zeit. 1988, S. 13.
18. ↑  Kai-Uwe Spanhofer: Wilhelm Viertmann – Bekenntnis und Widerstand im Leben eines westfälischen Pfarrers in der NS-Zeit. 1988, S. 39–40.
19. ↑  Kai-Uwe Spanhofer: Wilhelm Viertmann – Bekenntnis und Widerstand im Leben eines westfälischen Pfarrers in der NS-Zeit. 1988, S. 51 und 129–130.
20. ↑  Kai-Uwe Spanhofer: Wilhelm Viertmann – Bekenntnis und Widerstand im Leben eines westfälischen Pfarrers in der NS-Zeit. 1988, S. 51.
21. ↑  Kai-Uwe Spanhofer: Wilhelm Viertmann – Bekenntnis und Widerstand im Leben eines westfälischen Pfarrers in der NS-Zeit. 1988, S. 52.
22. ↑  Kai-Uwe Spanhofer: Wilhelm Viertmann – Bekenntnis und Widerstand im Leben eines westfälischen Pfarrers in der NS-Zeit. 1988, S. 52–55.
23. ↑  Kai-Uwe Spanhofer: Wilhelm Viertmann – Bekenntnis und Widerstand im Leben eines westfälischen Pfarrers in der NS-Zeit. 1988, S. 56–57.
24. ↑  Kai-Uwe Spanhofer: Wilhelm Viertmann – Bekenntnis und Widerstand im Leben eines westfälischen Pfarrers in der NS-Zeit. 1988, S. 64.
25. ↑  Kai-Uwe Spanhofer: Wilhelm Viertmann – Bekenntnis und Widerstand im Leben eines westfälischen Pfarrers in der NS-Zeit. 1988, S. 65.
26. ↑  Kai-Uwe Spanhofer: Wilhelm Viertmann – Bekenntnis und Widerstand im Leben eines westfälischen Pfarrers in der NS-Zeit. 1988, S. 69–70.
27. ↑  Kai-Uwe Spanhofer: Wilhelm Viertmann – Bekenntnis und Widerstand im Leben eines westfälischen Pfarrers in der NS-Zeit. 1988, S. 68–69.
28. ↑  Kai-Uwe Spanhofer: Wilhelm Viertmann – Bekenntnis und Widerstand im Leben eines westfälischen Pfarrers in der NS-Zeit. 1988, S. 70.
29. ↑  Kai-Uwe Spanhofer: Wilhelm Viertmann – Bekenntnis und Widerstand im Leben eines westfälischen Pfarrers in der NS-Zeit. 1988, S. 76.
30. ↑  Kai-Uwe Spanhofer: Wilhelm Viertmann – Bekenntnis und Widerstand im Leben eines westfälischen Pfarrers in der NS-Zeit. 1988, S. 27–37.
31. ↑  Kai-Uwe Spanhofer: Wilhelm Viertmann – Bekenntnis und Widerstand im Leben eines westfälischen Pfarrers in der NS-Zeit. 1988, S. 47–50.
32. ↑  Kai-Uwe Spanhofer: Wilhelm Viertmann – Bekenntnis und Widerstand im Leben eines westfälischen Pfarrers in der NS-Zeit. 1988, S. 53.
33. ↑  Wilhelm Viertmann: Brief an seine Ehefrau vom 2. Februar 1942, Dokument 1, Text erstellt von Martin Viertmann nach einer Tonbandaufnahme, gesprochen von der Ehefrau.
34. ↑  Wilhelm Viertmann: Brief an seine Ehefrau vom 6. Februar 1942, Dokument 2, Text von Martin Viertmann erstellt nach einer Tonbandaufnahme, gesprochen von der Ehefrau.
35. ↑  Wilhelm Viertmann: Brief an seine Ehefrau vom 21. Februar 1942, Dokument 3, Text von Martin Viertmann erstellt nach einer Tonbandaufnahme, gesprochen von der Ehefrau.
36. ↑  Wilhelm Viertmann: Brief an seine Ehefrau vom 9. April 1942, Dokument 4, Text von Martin Viertmann erstellt nach einer Tonbandaufnahme, gesprochen von der Ehefrau.
37. ↑  Wilhelm Viertmann: Brief an seine Ehefrau vom 5. und 8. Juni 1942, Dokument 6–7, Text erstellt von Martin Viertmann nach einer Tonbandaufnahme, gesprochen von der Ehefrau.
38. ↑  Wilhelm Viertmann: Brief an seine Ehefrau vom 10. Oktober 1942, Dokument 13, Text erstellt von Martin Viertmann nach einer Tonbandaufnahme, gesprochen von der Ehefrau.
39. ↑  Wilhelm Viertmann: Brief an seine Ehefrau vom 6. Dezember 1942, Dokument 16, Text erstellt von Martin Viertmann nach einer Tonbandaufnahme, gesprochen von der Ehefrau.
40. ↑  Bekennermut posthum geehrt In: Lippische Landes-Zeitung. Ausgabe Nr. 255 vom 3. November 1983.
41. ↑  Ein Kindergarten als „Nest des Friedens“. In: Westfälische Allgemeine Zeitung. 3. Juni 1985.

| Personendaten    | Personendaten                                         |
| ---------------- | ----------------------------------------------------- |
| NAME             | Viertmann, Wilhelm                                    |
| ALTERNATIVNAMEN  | Viertmann, Karl Heinrich Wilhelm (vollständiger Name) |
| KURZBESCHREIBUNG | deutscher evangelischer Theologe                      |
| GEBURTSDATUM     | 10. November 1909                                     |
| GEBURTSORT       | Gütersloh                                             |
| STERBEDATUM      | 12. Dezember 1942                                     |
| STERBEORT        | bei Utta, Kalmückensteppe                             |